# Cabrillas
Cabrillas là một đô thị ở tỉnh Salamanca, phía tây Tây Ban Nha, cộng đồng tự trị Castile-Leon. Đô thị này có cự ly 69 kilômét so với thành phố tỉnh lỵ Salamanca. Dân số thời điểm năm 2003 là 480 người. Đô thị này có diện tích 24,85 km².
Cabrillas nằm ở khu vực có độ cao 797 mét trên mực nước biển.
Mã số bưu chính là 37630.